# 間部詮論
間部 詮論（まなべ あきとき）は、江戸時代後期の旗本。間部詮邦の子。兄である本所間部家当主・間部詮昌の養子になり、当家の家督を継ぐ。新政府軍に恭順し、江戸の治安維持に協力した。
天保2年（1831年）、間部詮邦の子として生まれる。兄・詮昌の養嗣子になり、文久3年（1863年）12月、本所間部家の家督と遺領を継ぐ。慶応元年（1865年）10月、小姓になるが、翌2年（1866年）11月に解任され勤仕並寄合に列する。
慶応4年（1868年）8月、新政府軍に恭順し、本所間部家の知行所は朝臣領として本領安堵された。同年10月、新政府の命令で、詮論は東京府（江戸）に兵を派遣し、市中取り締りにあたった。同年12月、新政府の行政官・会計官の命令で旧知行所の実質支配は旗本から最寄りの府県に移行され、旗本は翌年から府県が徴収した年貢米を受給することになった。明治2年（1869年）8月、家督を養子の詮功に譲る。明治7年（1874年）、死去。享年44歳。